# Muriaé
Muriaé är en stad och kommun i östra Brasilien och ligger i delstaten Minas Gerais. Kommunens befolkning uppgick år 2014 till cirka 107 000 invånare.

## Administrativ indelning
Kommunen var år 2010 indelad i sju distrikt:
- Belisário
- Boa Família
- Bom Jesus da Cachoeira
- Itamuri
- Muriaé
- Pirapanema
- Vermelho